# Anglard Ier
Ne doit pas être confondu avec Anglard II.
Anglard Ier est un prélat du Haut Moyen Âge, quinzième évêque connu de Nîmes en 867.